# Concentración Escolar Juan XXIII
La Concentración Escolar Juan XXIII o Colegio Alfonso López Pumarejo, es una edificación ubicada sobre la avenida Santander de la ciudad de Manizales, Caldas. Fue construido entre 1912 y 1915, como uso predominantemente educativo hasta su abandono en el año 2010. Actualmente, la estructura está en proceso de mantenimiento y se planea que este funcione de nuevo como un Centro Cultural de la ciudad. La edificación se destaca por ser la estructura construida totalmente en  Bahareque más grande de Colombia y de América Latina

## Historia
El edificio se empezó a construir el 1 de noviembre de 1912 sobre la avenida Cervantes (hoy avenida Santander), cercano al parque Fundadores. En 1913 se suprimió el Colegio Mayor y se creó el Instituto Universitario en el mismo lugar hasta 1915 que fue también el año en el que se terminó de construir esta edificación. En 1943 se fundó la Universidad Popular (actualmente Universidad de Caldas). En el año de 1963 se fundó la Institución con el nombre de Concentración fundadores y en 1964 se le dio el nombre de Concentración escolar Juan XXIII, posteriormente funcionaria el colegio Alfonso López Pumarejo. A partir de 1989 se reduce la cantidad de usuarios, lo cual obligó a su abandono en el 2010.
Este inmueble, fue postulado para ser declarado monumento nacional en 1984, y por medio de la resolución Nº 0013 del 11 de enero de 2005, fue declarado como bien de interés cultural de carácter nacional.

## Características
Entre sus características arquitectónicas se destacan la influencia neoclásica, aunque no posee mucha ornamentación. También se destaca la utilización del bahareque con tallados de madera y recubrimientos metálicos y en concreto; sus espacios interiores son distribuidos a partir de dos grandes claustros rodeados de corredores con chambranas.
|                   |                     |                         |                                          |         |                            |
| Fachada de acceso | La plaza de bolívar | Vista desde la Catedral | Gobernación y el edificio de la Licorera | Terraza | Gobernación sobre la plaza |